# ویلیام جولیوس گاسکوئین
ویلیام جولیوس گاسکوئین (انگلیسی: William Julius Gascoigne; ۲۹ مهٔ ۱۸۴۴ – ۹ سپتامبر ۱۹۲۶) فرد نظامی اهل پادشاهی متحد بریتانیای کبیر و ایرلند بود.